# Life for Rent (Dido)
"Life for Rent" je drugi singl skinut s drugog albuma Dido, Life for Rent iz (2003.).

## Formati i ispis pjesama
VB Maxi-Singl
1. "Life for Rent (Album Version)"
2. "Life for Rent (Skinny 4 Rent Mix)"
3. "Stoned (Spiritchaser Mix)"
4. "Life for Rent (Video)"

## Ljestvice
| Ljestvice (2003.) | Pozicija |
| ----------------- | -------- |
| Rusija            | 1        |
| Velika Britanija  | 8        |
| Argentina         | 2        |
| Australija        | 28       |
| Austrija          | 31       |
| Belgija           | 27       |
| Nizozemska        | 11       |
| Europa            | 26       |
| Finska            | 3        |
| Francuska         | 24       |
| Njemačka          | 33       |
| Irska             | 8        |
| Italija           | 8        |
| Novi Zeland       | 17       |
| Švedska           | 20       |
| Švicarska         | 19       |
| Velika Britanija  | 8        |